# Parchi e giardini di Faenza
Faenza è una città verde: il territorio comunale presenta un elevato numero di parchi e giardini pubblici, alcuni dei quali in pieno centro storico.

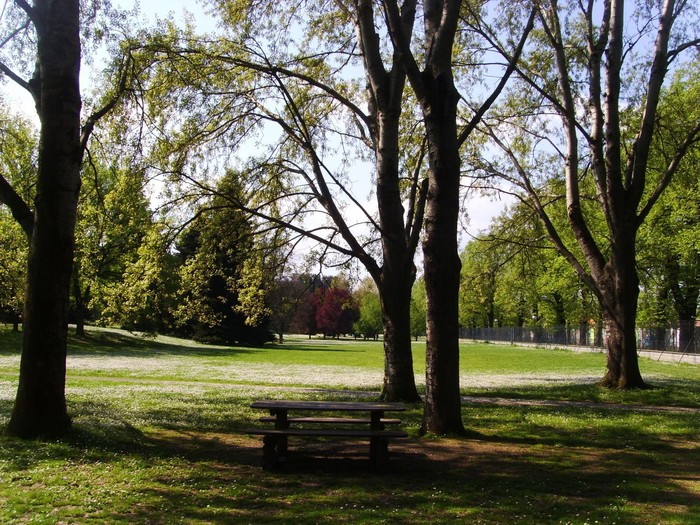
Parco Bucci

## Parchi a Faenza

### Parco Bucci
È il principale parco faentino, polmone verde della città. Fu realizzato in due anni, tra il giugno 1967 e la primavera del 1969, grazie alla collaborazione di Cesare Gallegati e di Roberto Bucci (a cui il parco è dedicato). Si trova nei pressi del centro storico.

Il parco si estende per oltre 8 ettari e vanta la presenza di oltre mille alberi e piante (tra i quali lecci, ginko biloba e liquidambar). È caratterizzato dalla ricchezza del suo apparato decorativo arboreo e arbustivo e dai suoi laghetti collegati tramite ruscelletti, isolette, ponticelli.
Ricca anche la fauna, composta soprattutto da anatidi, con specie come il codone e la volpoca. Importante è l'avifauna selvatica, con specie come la cince, la capinera, il regolo, il fiorrancino, i codirossi, presenti nel parco e in parte anche nidificanti.

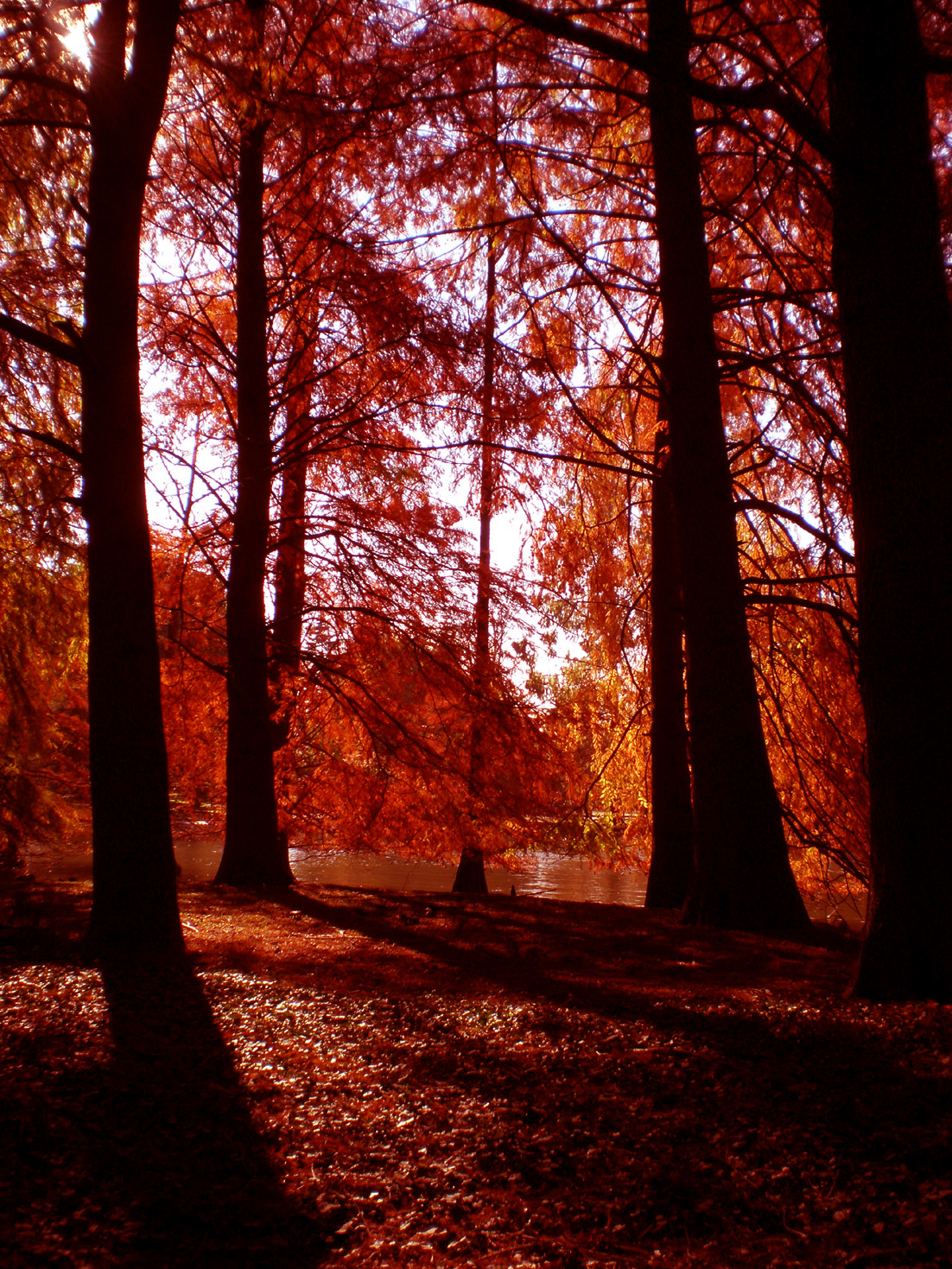
Parco Bucci in autunno

### Parco della Rocca ("del Tondo")
È stato il primo giardino pubblico faentino. Fino agli anni 1930 l'elemento principale era la pista circolare in terra battuta che serviva per addestrare i cavalli (da cui il nome "Il Tondo"). Dopo la seconda guerra mondiale fu riadattato a giardino zoologico. Nell'area, poco più grande di mezzo ettaro, vennero realizzate le gabbie per scimmie, puma, leopardi, procioni e una voliera-recinto per emù, alpaca e cervi. Vi era inoltre una vasca per tartarughe. Il nuovo parco fu aperto al pubblico il 24 maggio 1959. 

Nel 1974 si decise di chiudere lo zoo: le gabbie per animali furono riutilizzate per servizio ai chioschi presenti o in funzione di elemento decorativo, mentre le vasche sono state adibite a fioriere. Furono impiantati dei giochi per bambini. Vi sono presenti 270 piante.

### Parco Tassinari
Si trova nel centro storico di Faenza, presso l'ex giardino privato di Palazzo Tassinari, e vi si estende per quasi un ettaro; nella sua area sono presenti più di 300 piante tra le quali circa 230 sono alberi d'alto fusto.
La parte più antica del parco confina con il Palazzo Tassinari ed è riconoscibile da elementi come il laghetto con ponticello in mattoni e la macchia di bambù. Nel parco c'è un tronco di grandi dimensioni di un cedro sramato e pulito, lasciato in terra dopo che si schiantò durante la tempesta del dicembre 1999.

### Parco della Magione (della Commenda)
È situato in centro nel Borgo Durbecco, si estende per circa mezzo ettaro e comprende circa una novantina di piante. È diviso in una parte recente e una antica, composta da una collinetta che rappresenta la parte più vecchia del parco (detto Monte Formicone), il quale è delimitato delle mura manfrediane.

### Giardino Botanico Paolo Liverani
Il parco è sito presso il Museo Civico di Scienze Naturali Malmerendi, nasce sul terreno dell'ex vivaio Paganini-Paganelli negli anni '80 grazie ad alcuni soci del Gruppo Speleologico Faentino.
Inizialmente furono introdotte specie esclusivamente autoctone della flora locale spontanea, successivamente furono introdotte piante esotiche e della flora mediterranea.
Tra le circa 280 piante presenti nel parco, vi è un'imponente sequoia sempervirens alta più vi venti metri e originaria del Nord America.
Altri esemplari di piante importanti presenti nel parco sono due cerrosughere, una carpinella, il borsolo e il melo ibrido.
Sul retro della palazzina adiacente al parco, vi è una zona lasciata libera alla sua spontanea evoluzione, che funge da rifugio per insetti e permette di osservare le modificazioni e successioni vegetali, nel tempo, della flora.

### Parco Mita
Si trova all'inizio del quartiere San Marco. Vi sono presenti circa un migliaio di piante, tra cui 140 alberi. Nasce negli anni '90. 
Al suo interno ci sono strutture ludiche come giochi tradizionali, un campo da mini-volley, una sabbiera per piccoli. Possiede esemplari di pioppo bianco.

### Parco Veniero Lombardi - Punta degli Orti
Area verde collocata nei pressi delle Bocche dei Canali, un tempo adibita a produzione agricola (orti, serre), preservata dalla cementificazione, che ha mantenuto intatte le proprie caratteristiche paesaggistiche. Fu trasformata nel 2015 in uno spazio relax liberamente accessibile, con elementi di arredo dedicati principalmente alla salute e al benessere. 

### Parco Liverani
Grande area verde compresa tra via Renaccio e via Calamelli. Include una fontana monumentale contemporanea e uno skatepark.

### Parco Cola
Parco attrezzato in via Calamelli intitolato a Ermanno Cola. 

### Parco di Piazza San Francesco
Giardino comunale in centro storico lungo Corso Garibaldi, recintato e attrezzato, caratterizzato al centro dalla statua dedicata a Evangelista Torricelli.

### Giardino Serantini
Si configura come una piccola area verde nei pressi delle mura manfrediane, valorizzate dalla presenza del giardino stesso. È dedicato a Francesco Serantini (avvocato e scrittore faentino) che abitava nei pressi del giardino. Tra le piante, le più vecchie sono il tasso, l'agrifoglio, la Sophora japonica e il ligustro. Di recente piantagione sono invece i carpini bianchi.

### Parco Bertozzi
In precedenza denominato Parco Stacchini. Vasto oltre due ettari, la sua flora comprende circa 200 piante. 
Al suo interno si può trovare un grande monumento a Valtiero Bertozzi (aviatore, morto in un incidente aereo), a cui il parco è dedicato; l'opera è stata realizzata da Aldo Rontini (scultore faentino).

### Parco Bertoni
Ricavato alla base di una sezione delle mura cittadine in via Lapi. intitolato a Giuseppe Bertoni.

### Parco Costa
Di dimensioni ridotte, il principale elemento presente è un muro di sfondo composto di ciottoli di fiume e di origine cinquecentesca. Il muro è raffigurato in un quadro di Domenico Baccarini (pittore faentino).

### Parco Dejana
Area verde attrezzata adiacente al Parco Costa, corrisponde al suo prolungamento fino alla circonvallazione monte. Intitolato a Giuseppe Armando Dejana.

### Parco Zucchini
Il parco nasce come area sportiva. È dotato di un campo da calcio e uno di volley. La flora comprende latifoglie quali pioppi cipressini, pioppi bianchi, bagolari. Vi è al suo interno un'antica casa colonica, una volta adibita a centro musicale.

### Parco Gatti
Situato nel Borgo Durbecco, nasce recentemente e si estende (seppur in forma irregolare) per circa due ettari e mezzo. Al suo interno sono presenti quasi 400 varietà di piante, tra le quali insolite latifoglie come sorbi e aceri di monto. Al suo centro vi è un monumento dedicato a Riccardo Gatti, ad opera dell'omonima bottega (che si trova vicino al parco), che prosegue il lavoro del ceramista.

### Parco Pirazzini
Area verde compresa tra via Firenze, via Bertoni e via Lacchini. Intitolata a Costante Pirazzini.

## Parchi e verde pubblico nei dintorni

### Olmatello

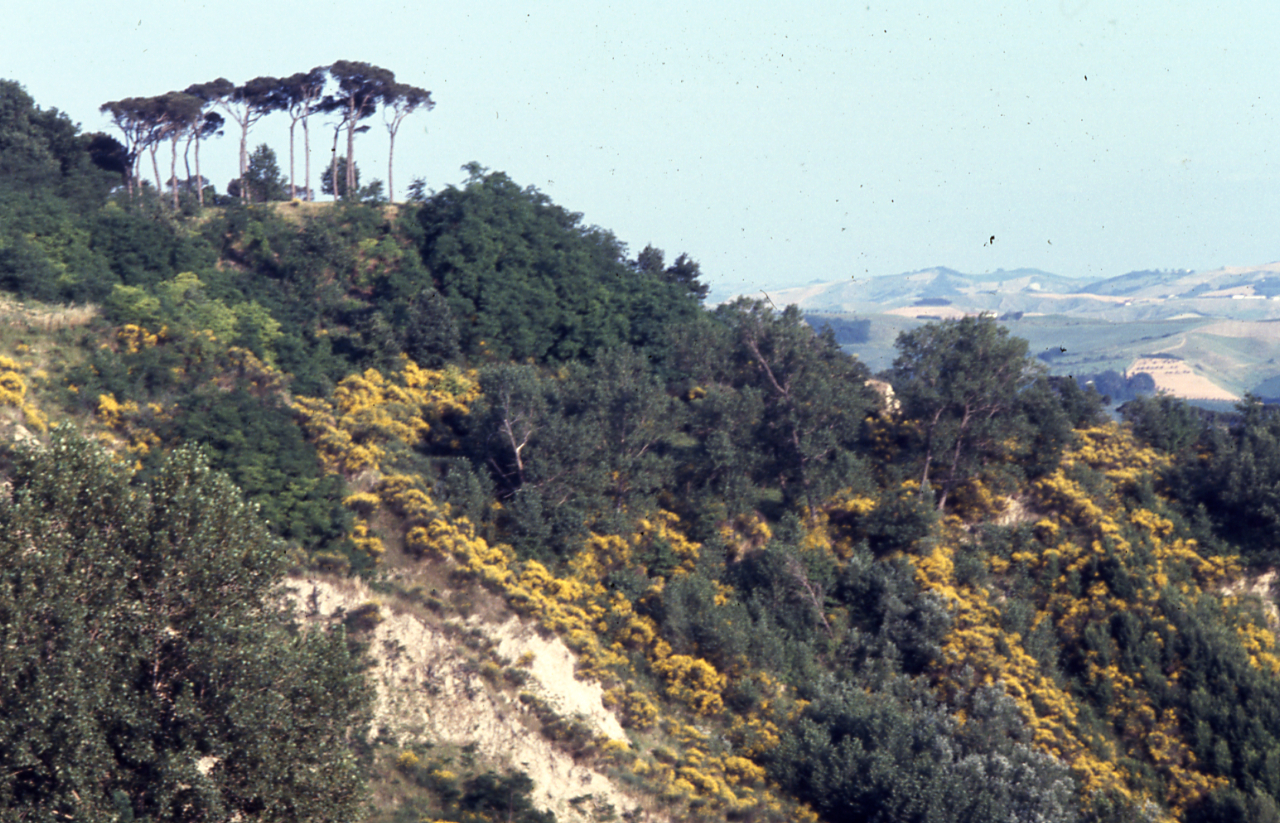
Olmatello

Si trova presso Villa Olmatello in località Castel Raniero, si tratta di un suggestivo boschetto composto da querce, pini domestici e sambuchi. Si affaccia sul sottostante calanco di San Cristoforo con un balcone naturale. Questo calanco permette di osservare il contatto fra la formazione di Olmatello, fatta di sabbie, ghiaie e limi (databili a una fase del Pleistocene medio) e quella di argille marine grigio azzurre (databili al Pleistocene inferiore). Nella parte alta di questa grande sezione, fu trovata una zanna fossilizzata di elefante preistorico (che oggi è conservata e visibile presso il Museo Civico di Scienze Naturali di Faenza, dal Parco Malmerendi). 
Nell'Olmatello sono presenti circa una quindicina di querce diverse fra loro. Vi sono tre querce rovelle, mentre altre sono cerri, un paio di essi di notevoli dimensioni.
Oltre alle querce vi sono dei pini di dimensioni modeste, dei quali la piantumazione si ipotizza attorno alla metà del XIX secolo.

### Parco Canale Granarolo
Il parco è un'area verde di dimensioni di quasi un ettaro, ricavata negli anni '70 nei pressi di Granarolo dalla copertura del canale Naviglio. Oggi vi sono site piante autoctone tipiche del paesaggio romagnolo. In precedenza erano presenti pioppi da cellulosa, poi sostituiti dalla flora locale. Tra le varie piante (oltre 500), ci sono i tigli, querce, frassini, salici, olmi oltre a piante tradizionalmente agrarie come gelsi, ciliegi, meli e peri.

### Parco delle Ginestre
A sud del comune, nei pressi della località di Oriolo, si trova un'oasi naturalistica ricavata da una ex cava di sabbia gialla. Oltre alle ginestre, presenti in grande numero, ospita un percorso vita e una colonia di gruccioni, coloratissimi uccelli insettivori che nidificano nelle rive e nei dirupi dell'area per la stagione estiva.